# Françoise Balibar
Pour les articles homonymes, voir Balibar.
Françoise Balibar, née Françoise Dumesnil en 1941, est une physicienne et historienne des sciences française, enseignante à l'Université Paris Diderot. 

## Biographie
Elle a publié de nombreux ouvrages concernant Albert Einstein, la théorie de la relativité, l'histoire et l'épistémologie des sciences physiques.
Elle a dirigé l'équipe du CNRS chargée des six volumes de l'édition en français des Œuvres choisies d'Einstein.
Elle est l'épouse du philosophe Étienne Balibar et la mère de la comédienne Jeanne Balibar (et elle est apparue dans deux films : Mange ta soupe de Mathieu Amalric en 1997 et La Vie moderne de Laurence Ferreira Barbosa en 2000).

## Publications
Liste sommaire
- Contribution à l'étude théorique de la propagation des rayons X dans les cristaux déformés, thèse. sc. phys. Paris, CNRS, 1969, in Acta crystallographica, vol. A 26, Part 6, November 1970, p. 647-654
- Pourquoi ça vole ?  avec Jean-Pierre Maury, Paris, Hachette, 1987  (ISBN 2-01-012103-1)
- Quantique (avec Jean-Marc Lévy-Leblond), manuel original de physique quantique, Masson/Dunod/CNRS. Tome 1 paru en 1984  (ISBN 978-2-10-050860-0), tome 2 inachevé, disponible en ligne  (ISBN 978-2-10-050860-0) (CEL/CNRS)
- Galilée, Newton lus par Einstein, Paris, PUF, coll. « Philosophies », 1984  (ISBN 2-13-038717-9)
- La science du cristal, Paris, Hachette, 1991  (ISBN 2-01-015378-2)
- Einstein, la joie de la pensée, coll. « Découvertes Gallimard / Sciences et techniques » (no 193), Paris, Gallimard, 1993  (ISBN 2-07-053220-8)
- Einstein 1905. De l'éther aux quanta, PUF, 1992  (ISBN 2-13-044298-6)
- Qu'est-ce-que la matière ? avec Jean-Marc Lévy-Leblond et Roland Lehoucq, Paris, Éd. le Pommier : Cité des sciences & de l'industrie, « Le collège de la Cité », 2005  (ISBN 2-7465-0200-3)
- Einstein, Newton, Poincaré - Une histoire de principes (avec Raffaella Toncelli), éditions Belin, 2008  (ISBN 978-2-70114-485-6)
- Marie Curie : Femme savante ou Sainte Vierge de la science ?, coll. « Découvertes Gallimard / Sciences et techniques » (no 497), Gallimard, 2006  (ISBN 978-2-07-053359-6)
- Paul Langevin, Encyclopedia Universalis.

## Livre audio
- Françoise Balibar (auteur et participante) et Thibault Damour (auteur et participant), Einstein, Paris, De vive voix, coll. « Sciences », 2005 (ISBN 2-84684-051-2, BNF 39967969)Support : 2 disques compacts audio ; durée : 2 h 8 min environ. La pochette de ce livre audio comportait une référence ISBN erronée : « 2-84682-051-2 ».